# Diakonissen-Mutterhaus Frankenstein
Das Diakonissen-Mutterhaus Frankenstein ist eine diakonische Einrichtung in Wertheim, mit Ursprung in Frankenstein (Schlesien).

## Geschichte
Am 7. Mai 1866 wurde das Mutterhaus als „Evangelische Diakonissenanstalt für Kinder- und Armenpflege“ in Frankenstein (Schlesien) gegründet. Neben der Betreuung von Kranken und Alten und der Kinderbetreuung, engagierten sich die Diakonissen auch in der Ausbildung junger Menschen. 1876 gehörten 61 Schwestern zum Diakonissenmutterhaus Frankenstein. Bald wuchs das Mutterhaus auf mehrere Hundert Schwestern an.
Am 5. April 1946 wurden die Diakonissen aus Schlesien ausgewiesen und in Viehwaggons ins westfälische Hilden gebracht. Später fanden sie ein neues Zuhause auf dem Reinhardshof in Wertheim. Die Schwestern kümmerten sich um Flüchtlinge und leisteten diakonische Arbeit in den Gemeinden der Umgebung. Aufgrund der Beschlagnahme des Reinhardshofs durch die amerikanischen Streitkräfte mussten die Diakonissen umziehen und errichteten 1952 ein neues Mutterhaus im Stadtteil Wertheim-Hofgarten. Die Schwesternschaft umfasste zu diesem Zeitpunkt 287 Diakonissen, 21 Diakonissenjungschwestern und neun Probeschwestern. Am neuen Standort entstand in den folgenden Jahren ein umfangreiches diakonisches Zentrum u. a. mit Kindergarten, dem Altenheim „Abendfrieden“ und dem Gästehaus „Jubilate“.
Seit dem Fall des Eisernen Vorhangs entstanden neue Kontakte in die alte schlesische Heimat des Mutterhauses. Durch diese Kontakte wurde die Partnerschaft zwischen dem Main-Tauber-Kreis und dem Powiat Ząbkowicki in die Wege geleitet. Am 18. Mai 2003 wurde eine Gedenkstätte in Ząbkowice Śląskie  für die dortige Arbeit der Frankensteiner Diakonissen in den Jahren 1866–1946 mit einem zweisprachigen Festgottesdienst eingeweiht.
Der ausbleibende Nachwuchs der Diakonissen-Gemeinschaft erzwang mehr und mehr Veränderungen. Am 26. September 1984 wurde der Grundstein für das „Seniorenstift Hofgarten“, damals „Alten- und Pflegeheim der Evangelischen Altenzentrum Wertheim gGmbH“ gelegt. Gesellschafter waren das Diakonissen-Mutterhaus Frankenstein, die evangelische Kirchengemeinde Wertheim und der Johanniterorden.
Im Jahr 2018 zogen die noch verbliebenen Schwestern ins ehemalige Pfarrhaus um und das alte Mutterhaus wurde abgerissen, um Platz zu schaffen für einen Neubau des Seniorenstifts Hofgarten.